# Beatrix von Storch
Beatrix Amelie Ehrengard Eilika von Storch, nascida Duquesa de Oldemburgo (Lübeck, 27 de maio de 1971) é uma advogada e política alemã, filiada ao partido de extrema-direita Alternativa para a Alemanha (AfD).

## Biografia
Ela foi vice-porta-voz federal de seu partido, o AfD (Alternative für Deutschland), de dezembro de 2019 a junho de 2022.
Desde outubro de 2017, ela é uma das cinco vice-presidentes de grupos parlamentares do grupo parlamentar da AfD e membro do Bundestag alemão, que ela inscreveu nas eleições federais de 2017 por meio da lista estadual da AfD em Berlim.
De 2014 a 2017, Beatrix von Storch foi membro do Parlamento Europeu e de abril de 2016 a 2017 membro do grupo Europa da Liberdade e da Democracia Directa (EFDD).
Beatrix von Storch é neta, pelo lado materno, do conde Lutz Schwerin von Krosigk, Ministro das Finanças de Adolf Hitler e último chanceler da Alemanha Nazista, durante o Governo Flensburg, e do lado paterno, neta do Nicolau de Oldemburgo.

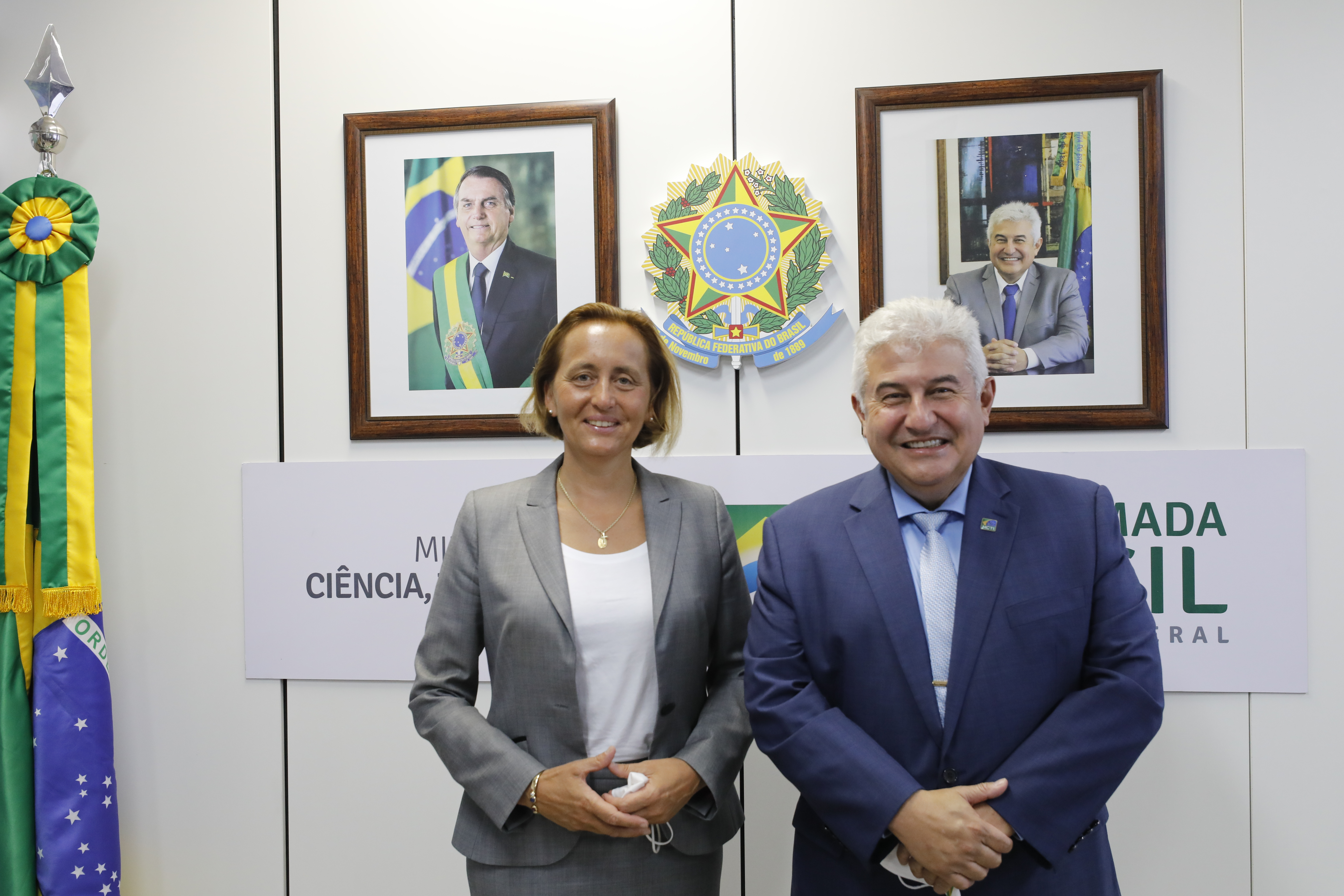
Beatrix von Storch e Marcos Pontes.

Beatrix von Storch esteve em 2021 no Brasil, onde se reuniu com Bia Kicis, Eduardo Bolsonaro, Jair Bolsonaro e Marcos Pontes em Brasília.

## Posições políticas e imagem pública
Beatrix von Storch já se posicionou contra o casamento entre pessoas do mesmo sexo, o aborto e a adesão da Alemanha à União Europeia. Ela pertence à ala Alternative Mitte da AfD.
É conhecida por suas radicais posições anti-muçulmanas, chegando a afirmar que estes últimos seriam "bárbaros e estupradores", criticando a decisão do departamento de política de Colônia de postar mensagens de fim de ano também no idioma árabe. Também chegou a declarar em 2016 que seria legítimo que a polícia alemã abrisse fogo contra imigrantes, incluindo mulheres e crianças, que ilegalmente cruzassem as fronteiras do país. Tal declaração foi classificada pela então chanceler da Alemanha Angela Merkel como "absurda".  Logo após a declaração feita na rede social Facebook, disse que foi "mal interpretada" e afirmou que "deveriam atirar nas mulheres, mas nas crianças não"..
Von Storch também tem possui um histórico de divulgação de notícias falsas, como afirmar à BBC britânica em 2018 que a violência na Alemanha havia crescido e associando o dado falso à imigração.. 

Armas de Oldemburgo.